# Coupe de la Ligue française de football 2005-2006
Navigation
Coupe de la Ligue française 2004-2005 Coupe de la Ligue française 2006-2007
La Coupe de la Ligue de football 2005 - 2006 est la douzième édition de la Coupe de la Ligue de football en France. Le détenteur de la Coupe lors de l'édition précédente est le RC Strasbourg.
La finale voit la victoire de l'AS Nancy sur l'OGC Nice.

## Déroulement de la compétition
Le club en premier est le club qui joue à domicile.

### Premier tour
Les matchs ont eu lieu les 20 et 22 septembre 2005.
20 septembre
- SCO Angers 2 - 3 Stade lavallois
- Montpellier HSC 1 - 1 US Créteil-Lusitanos (6-5 aux tirs au but)
- Clermont Foot 2 - 1 FC Istres (après prolongation)
- Stade de Reims 0 - 1 Le Havre AC
- EA Guingamp 3 - 1 FC Sète
- Dijon FCO 2 - 1 SC Bastia
- FC Gueugnon 1 - 1 Amiens SC (4-5 aux tirs au but)
- LB Châteauroux 1 - 0 Stade Brestois (après prolongation)

22 septembre
- SM Caen 5 - 0 Valenciennes FC
- Chamois niortais FC 0 - 0 CS Sedan-Ardennes (4-5 aux tirs au but)

### Seizièmes de finale
Les seizièmes de finale voient l'entrée dans la compétition des équipes de L1. Les matches ont eu lieu les 25 et 26 octobre.
25 octobre
- FC Lorient 2 - 2 Amiens SC (5-4 aux tirs au but)
- FC Nantes 1 - 1 Olympique lyonnais (4-3 aux tirs au but)

26 octobre
- Girondins de Bordeaux 1 - 0 Olympique de Marseille
- Le Mans UC 2 - 1 Clermont Foot
- AS Monaco 1 - 0 Dijon FCO
- Stade lavallois 0 - 1 EA Guingamp
- Le Havre AC 0 - 1 Toulouse FC (après prolongation)
- OGC Nice 2 - 0 LB Châteauroux (après prolongation)
- AS Saint-Étienne 0 - 2 Lille OSC
- Montpellier HSC 1 - 0 Stade rennais FC
- AC Ajaccio 4 - 2 Grenoble Foot (après prolongation)
- CS Sedan-Ardennes 1 - 0 FC Metz
- Paris SG 4 - 1 ES Troyes AC
- AS Nancy-Lorraine 1 - 0 FC Sochaux
- RC Lens 2 - 3 AJ Auxerre
- SM Caen 1 - 0 RC Strasbourg

### Tableau final
À partir de ce stade de la compétition, il n'y a plus de tirage au sort et les équipes savent déjà contre qui elles vont jouer si elles passent le tour.
|  | Huitièmes de finale                           | Huitièmes de finale                   |                   |      | Quarts de finale                | Quarts de finale                |  |  | Demi-finales                   | Demi-finales                   |  |  | Finale                     | Finale                     |
|  | Huitièmes de finale                           | Huitièmes de finale                   |                   |      | Quarts de finale                | Quarts de finale                |  |  | Demi-finales                   | Demi-finales                   |  |  | Finale                     | Finale                     |
|  |                                               |                                       |                   |      |                                 |                                 |  |  |                                |                                |  |  |                            |                            |
|  | 21 décembre - Stade Marcel-Picot              | 21 décembre - Stade Marcel-Picot      |                   |      | 17 janvier - Stade Marcel-Picot | 17 janvier - Stade Marcel-Picot |  |  | 8 février - Stade Marcel-Picot | 8 février - Stade Marcel-Picot |  |  | 22 avril - Stade de France | 22 avril - Stade de France |
|  | 21 décembre - Stade Marcel-Picot              | 21 décembre - Stade Marcel-Picot      |                   |      | 17 janvier - Stade Marcel-Picot | 17 janvier - Stade Marcel-Picot |  |  | 8 février - Stade Marcel-Picot | 8 février - Stade Marcel-Picot |  |  | 22 avril - Stade de France | 22 avril - Stade de France |
|  | AS Nancy-Lorraine                             | 1                                     |                   |      | 17 janvier - Stade Marcel-Picot | 17 janvier - Stade Marcel-Picot |  |  | 8 février - Stade Marcel-Picot | 8 février - Stade Marcel-Picot |  |  | 22 avril - Stade de France | 22 avril - Stade de France |
|  | AS Nancy-Lorraine                             | 1                                     |                   |      | 17 janvier - Stade Marcel-Picot | 17 janvier - Stade Marcel-Picot |  |  | 8 février - Stade Marcel-Picot | 8 février - Stade Marcel-Picot |  |  | 22 avril - Stade de France | 22 avril - Stade de France |
|  | FC Lorient                                    | 0                                     |                   |      | 17 janvier - Stade Marcel-Picot | 17 janvier - Stade Marcel-Picot |  |  | 8 février - Stade Marcel-Picot | 8 février - Stade Marcel-Picot |  |  | 22 avril - Stade de France | 22 avril - Stade de France |
|  | FC Lorient                                    | 0                                     | AS Nancy-Lorraine | 1    |                                 |                                 |  |  | 8 février - Stade Marcel-Picot | 8 février - Stade Marcel-Picot |  |  | 22 avril - Stade de France | 22 avril - Stade de France |
|  | 21 décembre - Stade de la Mosson              |                                       | AS Nancy-Lorraine | 1    |                                 |                                 |  |  | 8 février - Stade Marcel-Picot | 8 février - Stade Marcel-Picot |  |  | 22 avril - Stade de France | 22 avril - Stade de France |
|  |                                               | AC Ajaccio                            | 0                 |      |                                 |                                 |  |  | 8 février - Stade Marcel-Picot | 8 février - Stade Marcel-Picot |  |  | 22 avril - Stade de France | 22 avril - Stade de France |
|  | Montpellier HSC                               | AC Ajaccio                            | 0                 | 0    |                                 |                                 |  |  | 8 février - Stade Marcel-Picot | 8 février - Stade Marcel-Picot |  |  | 22 avril - Stade de France | 22 avril - Stade de France |
|  | Montpellier HSC                               | 17 janvier - Stade du Roudourou (tab) |                   | 0    |                                 |                                 |  |  | 8 février - Stade Marcel-Picot | 8 février - Stade Marcel-Picot |  |  | 22 avril - Stade de France | 22 avril - Stade de France |
|  | AC Ajaccio                                    | 1                                     |                   |      |                                 |                                 |  |  | 8 février - Stade Marcel-Picot | 8 février - Stade Marcel-Picot |  |  | 22 avril - Stade de France | 22 avril - Stade de France |
|  | AC Ajaccio                                    | 1                                     | AS Nancy-Lorraine | 2    |                                 |                                 |  |  |                                |                                |  |  | 22 avril - Stade de France | 22 avril - Stade de France |
|  | 20 décembre - Stade du Roudourou              |                                       | AS Nancy-Lorraine | 2    |                                 |                                 |  |  |                                |                                |  |  | 22 avril - Stade de France | 22 avril - Stade de France |
|  |                                               | Le Mans UC                            | 0                 |      |                                 |                                 |  |  |                                |                                |  |  | 22 avril - Stade de France | 22 avril - Stade de France |
|  | EA Guingamp                                   | Le Mans UC                            | 0                 | 2    |                                 |                                 |  |  |                                |                                |  |  | 22 avril - Stade de France | 22 avril - Stade de France |
|  | EA Guingamp                                   | 7 février - Stade Louis-II            |                   | 2    |                                 |                                 |  |  |                                |                                |  |  | 22 avril - Stade de France | 22 avril - Stade de France |
|  | SM Caen                                       | 0                                     |                   |      |                                 |                                 |  |  |                                |                                |  |  | 22 avril - Stade de France | 22 avril - Stade de France |
|  | SM Caen                                       | 0                                     | EA Guingamp       | 1(2) |                                 |                                 |  |  |                                |                                |  |  | 22 avril - Stade de France | 22 avril - Stade de France |
|  | 21 décembre - Stade de l'Abbé-Deschamps (tab) |                                       | EA Guingamp       | 1(2) |                                 |                                 |  |  |                                |                                |  |  | 22 avril - Stade de France | 22 avril - Stade de France |
|  |                                               | Le Mans UC                            | 1(3)              |      |                                 |                                 |  |  |                                |                                |  |  | 22 avril - Stade de France | 22 avril - Stade de France |
|  | AJ Auxerre                                    | Le Mans UC                            | 1(3)              | 1(1) |                                 |                                 |  |  |                                |                                |  |  | 22 avril - Stade de France | 22 avril - Stade de France |
|  | AJ Auxerre                                    | 18 janvier - Stadium Municipal        |                   | 1(1) |                                 |                                 |  |  |                                |                                |  |  | 22 avril - Stade de France | 22 avril - Stade de France |
|  | Le Mans UC                                    | 1(4)                                  |                   |      |                                 |                                 |  |  |                                |                                |  |  | 22 avril - Stade de France | 22 avril - Stade de France |
|  | Le Mans UC                                    | 1(4)                                  | AS Nancy-Lorraine | 2    |                                 |                                 |  |  |                                |                                |  |  |                            |                            |
|  | 21 décembre - Stadium Municipal               |                                       | AS Nancy-Lorraine | 2    |                                 |                                 |  |  |                                |                                |  |  |                            |                            |
|  |                                               | OGC Nice                              | 1                 |      |                                 |                                 |  |  |                                |                                |  |  |                            |                            |
|  | Toulouse FC                                   | OGC Nice                              | 1                 | 2    |                                 |                                 |  |  |                                |                                |  |  |                            |                            |
|  | Toulouse FC                                   |                                       |                   | 2    |                                 |                                 |  |  |                                |                                |  |  |                            |                            |
|  | Paris SG                                      | 0                                     |                   |      |                                 |                                 |  |  |                                |                                |  |  |                            |                            |
|  | Paris SG                                      | 0                                     | Toulouse FC       | 0    |                                 |                                 |  |  |                                |                                |  |  |                            |                            |
|  | 21 décembre - Stade Louis-II                  |                                       | Toulouse FC       | 0    |                                 |                                 |  |  |                                |                                |  |  |                            |                            |
|  |                                               | AS Monaco                             | 2                 |      |                                 |                                 |  |  |                                |                                |  |  |                            |                            |
|  | AS Monaco                                     | AS Monaco                             | 2                 | 1    |                                 |                                 |  |  |                                |                                |  |  |                            |                            |
|  | AS Monaco                                     | 17 janvier - Stade du Ray (ap)        |                   | 1    |                                 |                                 |  |  |                                |                                |  |  |                            |                            |
|  | Lille OSC                                     | 0                                     |                   |      |                                 |                                 |  |  |                                |                                |  |  |                            |                            |
|  | Lille OSC                                     | 0                                     | AS Monaco         | 0    |                                 |                                 |  |  |                                |                                |  |  |                            |                            |
|  | 20 décembre - Stade du Ray                    |                                       | AS Monaco         | 0    |                                 |                                 |  |  |                                |                                |  |  |                            |                            |
|  |                                               | OGC Nice                              | 1                 |      |                                 |                                 |  |  |                                |                                |  |  |                            |                            |
|  | OGC Nice                                      | OGC Nice                              | 1                 | 2    |                                 |                                 |  |  |                                |                                |  |  |                            |                            |
|  | OGC Nice                                      |                                       |                   | 2    |                                 |                                 |  |  |                                |                                |  |  |                            |                            |
|  | CS Sedan-Ardennes                             | 0                                     |                   |      |                                 |                                 |  |  |                                |                                |  |  |                            |                            |
|  | CS Sedan-Ardennes                             | 0                                     | OGC Nice          | 2    |                                 |                                 |  |  |                                |                                |  |  |                            |                            |
|  | 20 décembre - Stade Chaban-Delmas             |                                       | OGC Nice          | 2    |                                 |                                 |  |  |                                |                                |  |  |                            |                            |
|  |                                               | Girondins de Bordeaux                 | 1                 |      |                                 |                                 |  |  |                                |                                |  |  |                            |                            |
|  | Girondins de Bordeaux                         | Girondins de Bordeaux                 | 1                 | 3    |                                 |                                 |  |  |                                |                                |  |  |                            |                            |
|  | Girondins de Bordeaux                         |                                       |                   | 3    |                                 |                                 |  |  |                                |                                |  |  |                            |                            |
|  | FC Nantes                                     | 1                                     |                   |      |                                 |                                 |  |  |                                |                                |  |  |                            |                            |
|  | FC Nantes                                     | 1                                     |                   |      |                                 |                                 |  |  |                                |                                |  |  |                            |                            |

À noter : Cette compétition ne comprend pas de match pour la troisième place entre les 2 perdants des demi-finales

### Finale
La finale de la Coupe de la ligue eut lieu le 22 avril 2006 au Stade de France devant 76830 spectateurs. Elle opposait l'AS Nancy-Lorraine à l'OGC Nice et c'est le club lorrain qui s'est imposé grâce à des buts de Moncef Zerka (22e) et de Kim (65e) contre un but de Marama Vahirua (48e) pour Nice. C'est la première fois dans son histoire que l'AS Nancy-Lorraine remporte la Coupe de la Ligue (le club avait gagné la Coupe de France 1978).
| Samedi 22 avril 2006 | AS Nancy-Lorraine          | 2 - 1   | OGC Nice           | Stade de France, Saint-Denis                    |                                                 |
|                      | Moncef Zerka 23e · Kim 66e | (1 - 0) | 49e Marama Vahirua | Spectateurs : 76 830 Arbitrage : Bertrand Layec | Spectateurs : 76 830 Arbitrage : Bertrand Layec |
|                      | Rapport                    |         |                    | Spectateurs : 76 830 Arbitrage : Bertrand Layec | Spectateurs : 76 830 Arbitrage : Bertrand Layec |

| AS Nancy-Lorraine |    |                      |     |          |
|                   |    |                      |     |          |
| Gardien de but    | 16 | Olivier Sorin        |     |          |
|                   | 3  | Pape Diakhaté        |     |          |
|                   | 4  | Cédric Lécluse       |     |          |
|                   | 8  | Frédéric Biancalani  |     |          |
|                   | 28 | Sébastien Puygrenier |     | 37e, 61e |
|                   | 6  | Pascal Berenguer     |     |          |
|                   | 7  | Emmanuel Duchemin    | 63e |          |
|                   | 11 | Monsef Zerka         | 82e | 62e      |
|                   | 20 | Michaël Chrétien     |     |          |
|                   | 24 | Benjamin Gavanon     |     |          |
|                   | 9  | Kim                  | 90e |          |
| Remplaçants :     |    |                      |     |          |
|                   | 23 | Jonathan Brison      |     | 68e      |
|                   | 5  | André Luiz           | 82e |          |
|                   | 29 | Adrian Sarkisian     | 90e |          |
|                   | 1  | Gennaro Bracigliano  |     |          |
|                   | 22 | Éli Kroupi           |     |          |
| Entraineur :      |    |                      |     |          |
| Pablo Correa      |    |                      |     |          |

| OGC Nice           |    |                    |     |     |
|                    |    |                    |     |     |
| Gardien de but     | 1  | Hugo Lloris        |     |     |
|                    | 2  | Cédric Varrault    |     |     |
|                    | 13 | Jacques Abardonado |     |     |
|                    | 17 | Sammy Traoré       |     |     |
|                    | 24 | Rod Fanni          | 78e | 47e |
|                    | 6  | Olivier Echouafni  | 84e | 36e |
|                    | 14 | Florent Balmont    |     | 17e |
|                    | 26 | Cyril Rool         |     |     |
|                    | 12 | Bakari Koné        |     |     |
|                    | 18 | David Bellion      |     |     |
|                    | 19 | Marama Vahirua     | 70e |     |
| Remplaçants :      |    |                    |     |     |
|                    | 8  | Sébastien Roudet   | 78e |     |
|                    | 11 | Mamadou Bagayoko   | 84e |     |
|                    | 10 | Honorato Ederson   | 70e |     |
|                    | 21 | Antar Yahia        |     |     |
|                    | 16 | Damien Grégorini   |     |     |
| Entraineur :       |    |                    |     |     |
| Frédéric Antonetti |    |                    |     |     |